# Hôtel de ville de Hildesheim
L'hôtel de ville de Hildesheim, du côté est de la place du marché historique, est le siège de l'administration de la ville allemande de Hildesheim. L'édifice classé en grès avec son pignon central à gradins a été construit vers 1325. Cependant, le bâtiment actuel - à l'adresse Markt 1 - a été reconstruit en 1954 après que la mairie ait été en grande partie détruite pendant la Seconde guerre mondiale.

## Histoire
À la place de l'hôtel de ville d'aujourd'hui, il y avait peut-être déjà au XIIIe siècle un bâtiment préexistant. Le dernier bâtiment a été construit dans la première moitié du XIVe siècle. Des reconstructions ont également été effectuées entre 1883 et 1892 sous la direction du maître d'œuvre de Hildesheim Gustav Schwartz.
Lors des raids aériens sur Hildesheim pendant la Seconde Guerre mondiale, le bâtiment a été bombardé par les Alliés.

## Description
Le bâtiment, fait de pierre de taille et de grès, a des fenêtres à entrelacs et des arcades continues du côté ouest.
Dans l'après-guerre, le côté est faisant face à la place An der Lilie était fermé par une façade vitrée, qui est encadrée par deux tours qui ont été conservées presque sans dommages.

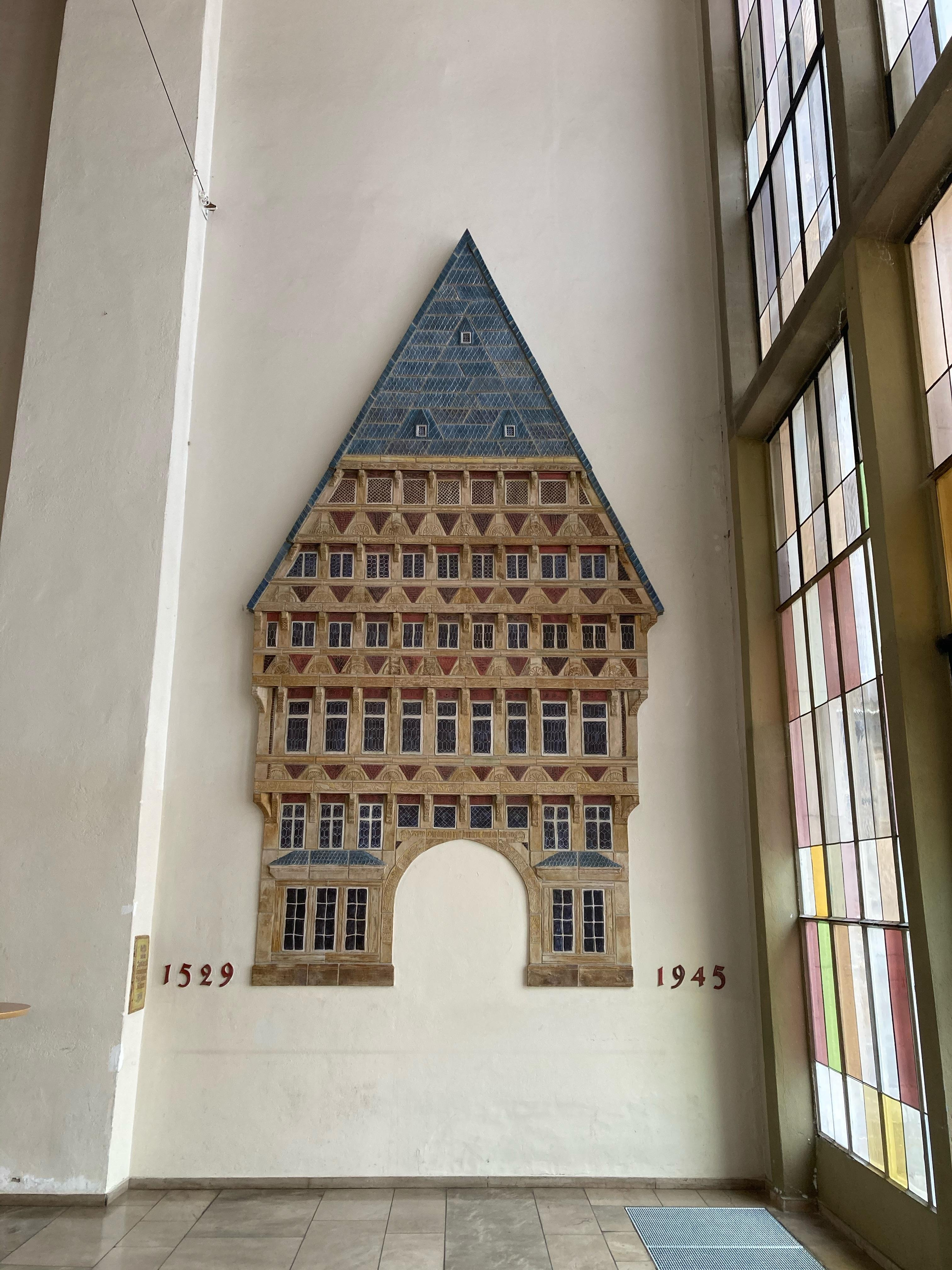
Le bureau de sculpture sur os donné en 1954 en tant que majolique de l'atelier Hohlt

En 1954, la Chambre de Commerce et d'Industrie de Hanovre-Sud Hildesheim a donné à la mairie d'une œuvre du sculpteur et céramiste Otto Hohlt signée "Werkstatt Hohlt", avec une majolique d'une maison médiévale.
Au nord, une extension a été ajoutée en 1959 selon les plans de l'architecte Gerhard Graubner, qui a été repensée lors de la reconstruction de la façade historique dans les années 1980.

## Liste des maires
- 1493 - vers 1503 : Henning Brandis[4]
- 1518 : Henning Brandis[4]
- 1520 : Henning Brandis[4]
- 1522 : Henning Brandis[4]
- 1576 à 1587, élu plusieurs fois : Joachim Brandis l'Ancien[5]
- 1981 à 1991 : Gerold Klemke
- 1991 à 2002 : Kurt Machens
- 2002 à 2006 : Ulrich Kumme
- 2006 à 2014 : Kurt Machens
- depuis 2014 : Ingo Meyer

## Liens web
- hildesheim.de

## Source de traduction
- (de) Cet article est partiellement ou en totalité issu de l’article de Wikipédia en allemand intitulé « Rathaus Hildesheim » (voir la liste des auteurs).